# Throwing Muses
Throwing Muses es una banda de rock alternativo estadounidense formada en 1981 en Newport, Rhode Island. La agrupación estuvo activa principalmente hasta 1997, año en que sus integrantes empezaron a concentrarse en otros proyectos musicales. Originalmente estaba liderado por dos cantantes, Kristin Hersh y Tanya Donelly, quienes además se encargaban de componer las canciones. Han publicado hasta la fecha una decena de álbumes de estudio, siendo Sun Racket de 2020 su disco más reciente.

## Miembros
- Bernard Georges: bajo (1992–presente)
- Kristin Hersh: voz, guitarra (1981–presente)
- David Narcizo: batería (1983–presente)

Otros
- Fred Abong: bajo (1990–91)
- Elaine Adamedes: bajo, voz (1981–83)
- Becca Blumen: batería, voz (1981–83)
- Tanya Donelly: voz, guitarra (1981–91)
- Leslie Langston: bass (1984–90)

## Discografía

### Álbumes de estudio
- Throwing Muses (1986)[4]
- House Tornado (1988)
- Hunkpapa (1989)
- The Real Ramona (1991)
- Red Heaven (1992)
- University (1995)
- Limbo (1996)
- Throwing Muses (2003)
- Purgatory / Paradise (2013)
- Sun Racket (2020)

### Álbumes en vivo
- The Curse (1992)

## Sencillos en listas de éxitos
| Año  | Título               | Posición en las listas | Posición en las listas | Posición en las listas | Álbum           |
| Año  | Título               | Reino Unido            | EE. UU. Alt            | EE.UU.                 | Álbum           |
| ---- | -------------------- | ---------------------- | ---------------------- | ---------------------- | --------------- |
| 1989 | "Dizzy"              | 85                     | 8                      | –                      | Hunkpapa        |
| 1991 | "Counting Backwards" | 70                     | 11                     | –                      | The Real Ramona |
| 1991 | "Not Too Soon"       | –                      | –                      | –                      | The Real Ramona |
| 1992 | "Firepile"           | 46                     | –                      | –                      | Red Heaven      |
| 1995 | "Bright Yellow Gun"  | 51                     | 20                     | 118                    | University      |
| 1996 | "Shark"              | 53                     | –                      | –                      | Limbo           |